# Laurent Ciman
Laurent Franco Ciman (Farciennes, 5 de agosto de 1985) é um ex-futebolista e atual auxiliar técnico belga que atuava como zagueiro. Atualmente está no CF Montréal.

## Carreira
Competiu no Jogos Olímpicos de Verão de 2008. Ciman fez parte do elenco da Seleção Belga de Futebol da Copa do Mundo de 2014 e de Eurocopa de 2016.